# Jan Piotrowicz
Jan Piotrowicz (ur. 1949) – działacz opozycyjny, ukończył studia na Wydziale Prawa i Administracji Uniwersytetu Gdańskiego (2002). W latach 1978–1991 pracował w Puckich Zakładach Mechanicznych.

## Życiorys
W sierpniu 1980 organizował strajk – wybrano go na wiceprzewodniczącego Komitetu Strajkowego. Pełnił funkcję przewodniczącego Komitetu Założycielskiego, następnie Komisji Zakładowej. Od października 1980 do grudnia 1981 był przewodniczącym Komisji Porozumiewawczej NSZZ „Solidarność” Ziemi Puckiej. W 1981 został delegatem na I Walne Zebranie Delegatów Regionu Gdańskiego, członkiem Zarządu Regionu Gdańskiego. Po wprowadzeniu w Polsce stanu wojennego 13 grudnia 1981 uczestniczył w strajku w Stoczni Gdańskiej im. Lenina. Po 13 grudnia 1981 zaangażował się w pomoc rodzinom represjonowanych. W 1989 wybrano go na przewodniczącego Komitetu Obywatelskiego „Solidarność” w Pucku. W latach 1990–1994 był radnym z listy Komitetu Obywatelskiego „Solidarność”, następnie (1994–1998) z listy lokalnego ugrupowania, a w latach 1998–2002 listy Unii Wolności. Od 1990 do 1998 pełnił funkcję przewodniczącego Rady Miasta Pucka, a od 1998 do 2002 był radnym powiatu puckiego. Od 2007 pracuje w Starostwie Powiatowym w Pucku.